# Antigone (Anouilh)
Antigone är en teaterpjäs av Jean Anouilh, uruppförd 1944 på Théâtre de l'Atelier i Paris och publicerad i bokform 1946. Den kom ut i svensk översättning 1947, översatt av Greta Salenius. Verket är inspirerat av den antika tragedin Antigone av Sofokles.
Pjäsen hade premiär 1944 under den tyska ockupationen av Frankrike. Pjäsens huvudperson Antigone representerar förkastandet av auktoriteten, medan Kreon får gestalta accepterandet av överheten. I pjäsen framgår paralleller till den franska motståndsrörelsen och den nazityska ockupationsmakten.

## Handling
Sofokles
Antigone är dotter till Oidipus och Iokaste, vilka härskar över Thebe. Efter Iokastes självmord och Oidipus exil, dödar Antigones bröder, Eteokles och Polyneikes, varandra i kampen om tronen. Kreon bestämmer då att Eteokles ska begravas, men inte avfällingen Polyneikes. Kreon utfärdar en order om att den som begraver Polyneikes kommer att straffas med döden. Antigone trotsar förbudet och försöker täcka Polyneikes kropp med jord. Antigones syster Ismene vill inte följa med henne då hon fruktar Kreon och döden. Antigone grips på bar gärning av Kreons vakter. Denne tvingas avkunna dödsdomen mot Antigone. Efter att ha fört en dialog om människans existentiella villkor, dömer Kreon Antigone att bli levande begravd i en grotta. När graven ska förseglas, får dock Kreon veta att hans son Haimon har låtit sig begravas tillsammans med Antigone. Hon har hängt sig, medan Haimon har dödat sig själv med ett svärd.
Anouilh
Anouilh skrev pjäsen mellan 1941 och 1942 mot bakgrund av de första franska motståndsaktionerna, men främst som en reflektion över makt och motstånd. En särskilt uppmärksammad aktion var attentatet mot kollaboratörerna Pierre Laval och Marcel Déat den 27 augusti 1941, förövat av den 21-årige Paul Collette.
I förordet till den första upplagan anger Anouilh att han har beundrat Sofokles Antigone sedan sin ungdom och att han under andra världskriget fann att dess teman sattes i en ny kontext – i ett nytt ljus.